# Georgetown (Guyana)
Georgetown Dél-Amerika északkeleti részén, az Atlanti-óceán mellett fekvő Guyana fővárosa.

## Fekvése
Az Egyenlítőtől északra fekszik az Atlanti-óceán partján, a Demerara folyó torkolatánál.

### Éghajlat
Egyenlítői éghajlata páradús, forró és csapadékos. Az évi középhőmérséklet 27 °C, a leghidegebb és a legmelegebb hónap is alig tér el egymástól: január 26,3 °C, a szeptember pedig 27,7 °C.
A csapadék éves átlaga 2400 milliméter, de a legtöbb csapadék június és július hónapban hullik. A havi csapadékösszeg mindkét hónapban meghaladja a 300 millimétert. Ez az állandó esős éghajlat nagyban hozzájárul a partvidék és a főváros környékének mocsarasságához.
| Hónap                         | Jan. | Feb. | Már. | Ápr. | Máj. | Jún. | Júl. | Aug. | Szep. | Okt. | Nov. | Dec. | Év   |
| ----------------------------- | ---- | ---- | ---- | ---- | ---- | ---- | ---- | ---- | ----- | ---- | ---- | ---- | ---- |
| Átlagos max. hőmérséklet (°C) | 28,6 | 28,9 | 29,2 | 29,5 | 29,4 | 29,2 | 29,6 | 30,2 | 30,8  | 30,8 | 30,2 | 29,1 | 29,6 |
| Átlaghőmérséklet (°C)         | 26,1 | 26,4 | 26,7 | 27,0 | 26,8 | 26,5 | 26,6 | 27,0 | 27,5  | 27,6 | 27,2 | 26,4 | 26,8 |
| Átlagos min. hőmérséklet (°C) | 23,6 | 23,9 | 24,2 | 24,4 | 24,3 | 23,8 | 23,5 | 23,8 | 24,2  | 24,4 | 24,2 | 23,8 | 24,0 |
| Átl. csapadékmennyiség (mm)   | 185  | 88   | 111  | 140  | 285  | 327  | 268  | 201  | 97    | 107  | 185  | 261  | 2255 |
| Havi napsütéses órák száma    | 201  | 211  | 220  | 198  | 179  | 156  | 201  | 232  | 231   | 232  | 210  | 186  | 2457 |
| Forrás: Hong Kong Observatory |      |      |      |      |      |      |      |      |       |      |      |      |      |

## Története
A Kolumbusz nyomán felfedező útra indult spanyolok voltak a város első telepesei, majd 1620-tól holland uralom alá került a partvidék.
1624-ben ők alapították meg a várost is, mely 1784-ben holland főkormányzói székhely lett, Stabroek néven.
1796-ban lett az angoloké, ők alapították meg a mai fővárost Georgetownot is, mely 1812-ben tőlük kapta nevét III. György király tiszteletére.
A város másfél évszázadig volt Brit Guyana gyarmati közigazgatásának székhelye, majd 1966-ban a független Guyana fővárosa lett.

## Gazdasága
A város megalapításától két évszázadon át volt a monokultúrás cukornádtermesztésre és fakitermelésre berendezett gyarmat központi települése. Az ehhez szükséges munkaerő-szükségletet előbb afrikai négerekkel, a rabszolga-felszabadítás után pedig indiai bérmunkások betelepítésével biztosították, ez a két népcsoport alkotja ma is a város lakosságának többségét.
1880-as évektől megindult itt az arany- és gyémántbányászat is, és ehhez kapcsolódó új iparágként az arany- és gyémántmegmunkálás.
1910-ben felfedezett hatalmas bauxitkészletével növekedett a főváros világgazdasági szerepe is, és lassan kibontakozott Georgetown gyáripara is, mely mára már nem csupán a cukornád feldolgozására hagyatkozik.
A város közelében megépült a timföldgyár is és az alumíniumkohó; a bauxit feldolgozására.
A főváros mesterségesen épített kikötőjében főleg az Egyesült Államok déli államaiba szállítandó bauxitot rakják hajókra.
Vasútvonalak kötik össze Georgetownot az Essequibo torkolatánál épült Pasikával, és az ország második legnagyobb városával New Amsterdam-al.
A városközponttól 30 kilométer távolságra található a Timehri nemzetközi repülőtér is.

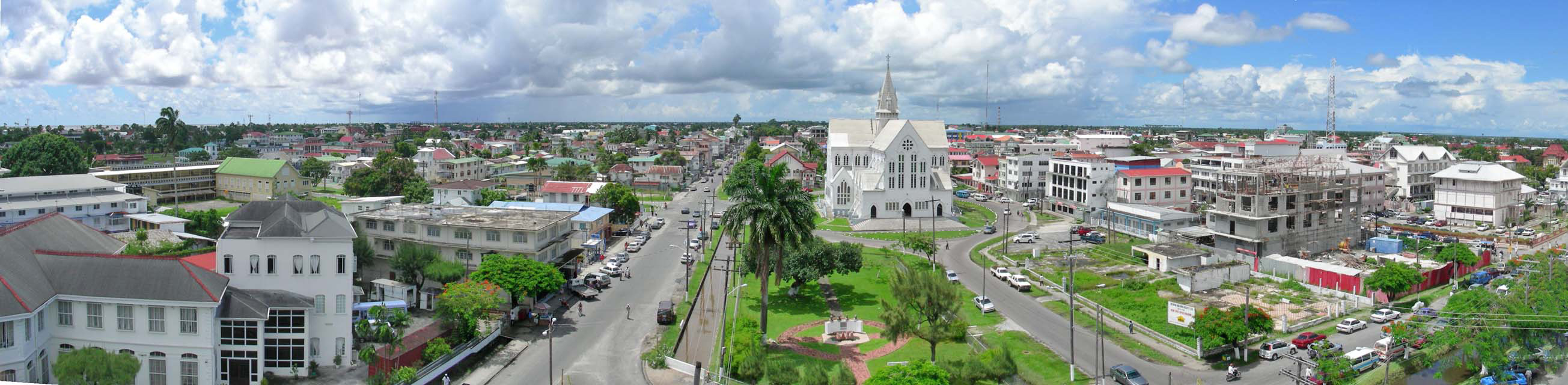
Georgetown

## Nevezetességek
- Indián néprajzi múzeuma, és az ehhez tartozó, a dél-amerikai állatvilágot bemutató állatkertje.

- Promenade botanikus kert a központi fekvésű Middle Streeten található, ahol a ritka, úgynevezett ágyúgolyófa (Couroupita guianesis) is megtalálható, melyet mérges terméséről neveztek el.

- Kulturális központ

- A Szent György-székesegyház, mely 1892-ben épült, és a világ legnagyobb fatemplomaként tartják számon.

- Városháza (City Hall), mely 1887-ben készült el fából, neogótikus stílusban.

- Elnöki rezidencia (Guyana House) 1852-ben épült.

## Testvérvárosok
- Saint Louis, Amerikai Egyesült Államok
- Port of Spain (Trinidad és Tobago)

## Galéria

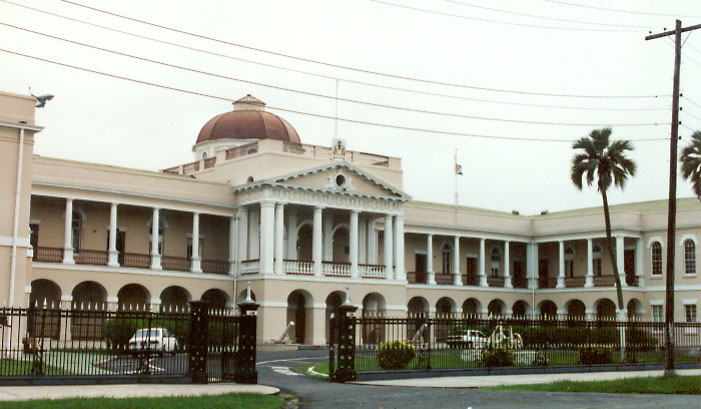
A parlament épülete
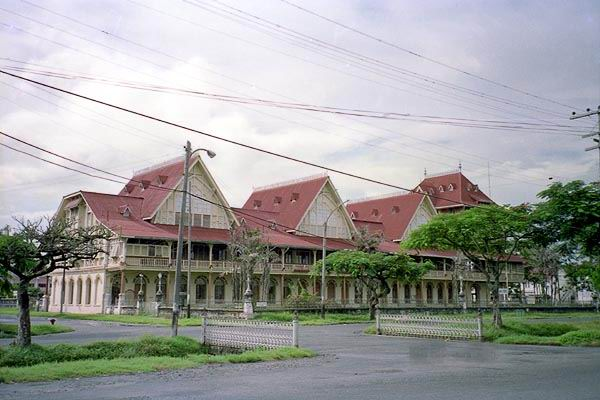
Georgetown
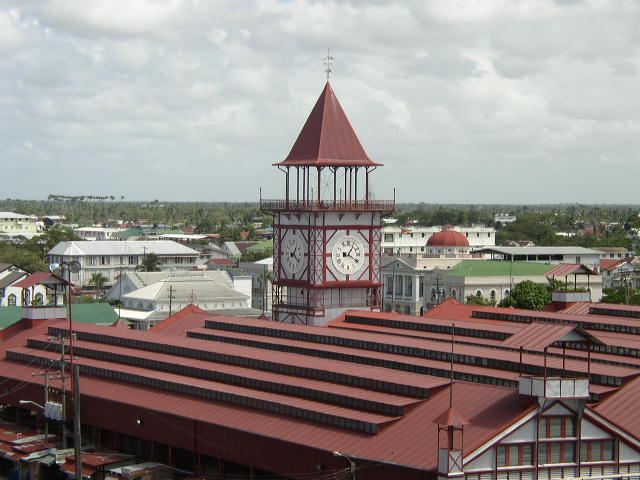
Georgetown, a régi piac óratornya
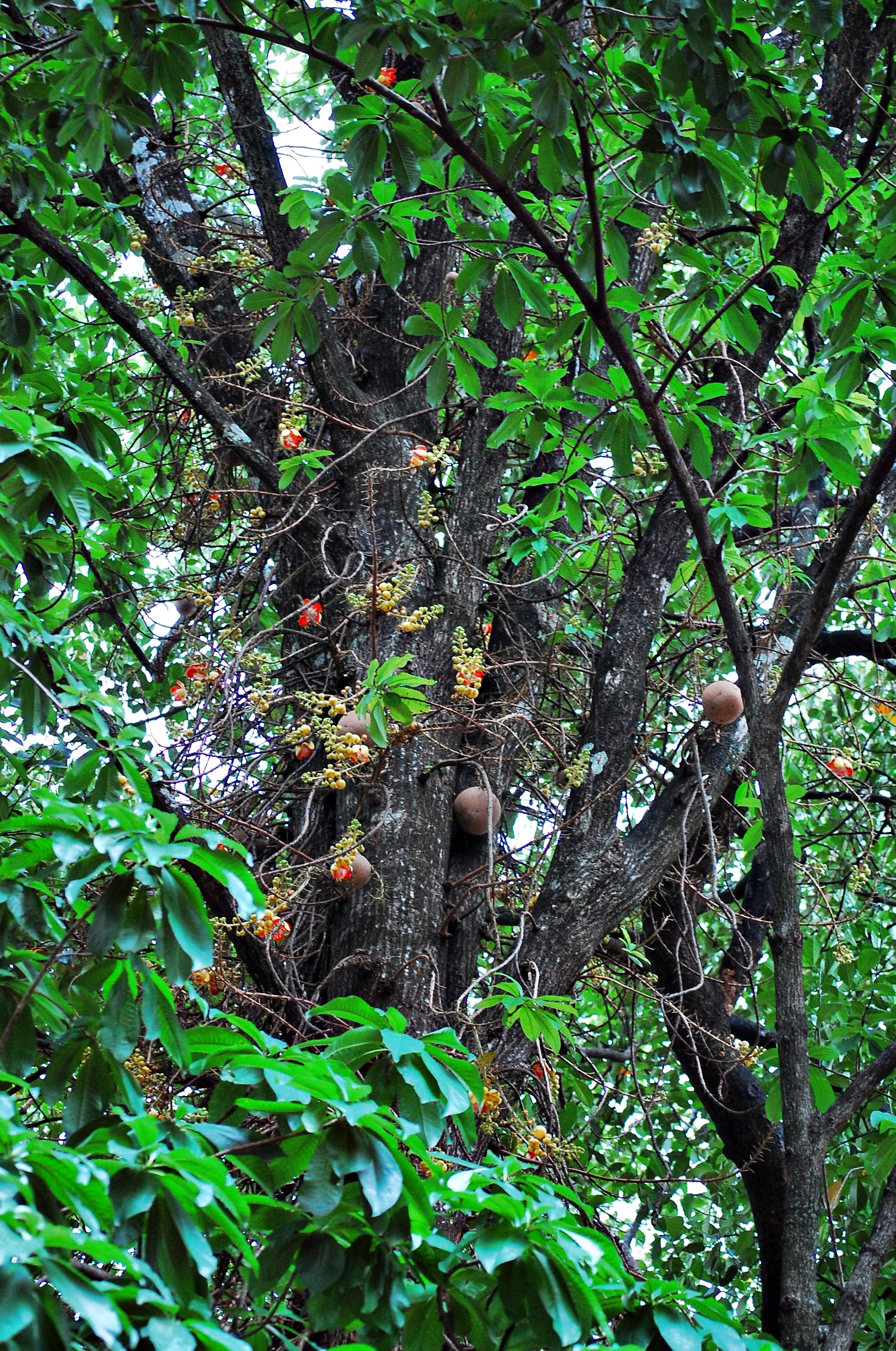
Ágyugolyófa és termése (Couroupita guianesis)